# 古茨
古茨（法語：Gouts，法語發音：[ɡuts]）是法国朗德省的一个市镇，属于达克斯区。

## 地理
古茨（43°47'3"N, 0°47'46"W）面积10.88 平方千米，位于法国新阿基坦大区朗德省，该省份为法国西南部沿海省份，是法國本土面积第二大的省，北起吉倫特省，西临大西洋，南至大西洋比利牛斯省，东临热尔省，东北与洛特-加龍省接壤。
与古茨接壤的市镇（或旧市镇、城区）包括：欧东、洛雷德、米格龙、奥纳尔、波亚讷、苏普罗斯、塔尔塔斯。

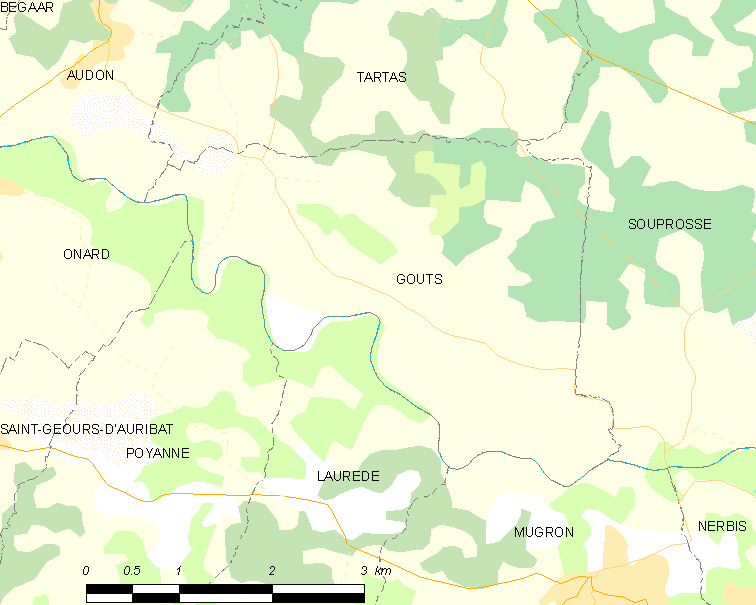
古茨的OSM定位图

古茨的时区为UTC+01:00、UTC+02:00（夏令时）。

## 行政
古茨的邮政编码为40400，INSEE市镇编码为40116。

## 政治
古茨所属的省级选区为莫尔桑克斯-塔尔塔斯地区县。

## 人口

1962-2008年间古茨人口变化图示

古茨于2022年1月1日时的人口数量为272人。